# Peter Uglietto

Bischofswappen von Peter John Uglietto

Peter John Uglietto (* 24. September 1951 in Cambridge, Massachusetts) ist ein US-amerikanischer römisch-katholischer Geistlicher und Weihbischof in Boston.

## Leben
Peter Uglietto empfing am 21. Mai 1977 durch den Erzbischof von Boston, Humberto Sousa Kardinal Medeiros, das Sakrament der Priesterweihe.
Am 30. Juni 2010 ernannte ihn Papst Benedikt XVI. zum Titularbischof von Thubursicum und zum Weihbischof in Boston. Der Erzbischof von Boston, Sean Patrick Kardinal O’Malley OFMCap, spendete ihm am 14. September desselben Jahres die Bischofsweihe; Mitkonsekratoren waren der emeritierte Weihbischof in Boston, Francis Xavier Irwin, und der Weihbischof in Boston, John Anthony Dooher.